# Port de Belomorsk
Le port de Belomorsk (finnois : Порт Беломорск, Морской порт Беломорск, LOCODE: RU BEM), situé dans la ville de Belomorsk du Raïon de Belomorsk de la république de Carélie en Russie.

## Présentation
Le port de Belomorsk, spécialisé dans le transport de charbon, de bois et de marchandises diverses, est situé au sud-ouest de la mer Blanche, à environ trois kilomètres au nord de l'embouchure du canal de la mer Blanche.